# Dux und Comes
Die Wörter Dux (lat. „Führer“) und Comes (lat. „Gefährte“) bezeichnen in einer kontrapunktisch-imitatorischen Komposition (z. B. einem Kanon) die erste (Dux) und zweite (Comes) einsetzende Stimme. Vornehmlich werden die Bezeichnungen im Kontext von Fugenkompositionen verwendet. Die Themenform des Dux wird hierbei als Grundgestalt des Themas angesehen; in den Beantwortungen durch die anderen Stimmen können Änderungen auftreten. Typischerweise bringt der Comes das Thema auf der fünften Tonstufe, also auf der Oberquinte oder der Unterquarte. Die dritte einsetzende Stimme verwendet dann meist wieder den Grundton und wird dann oft ebenfalls als „Dux“ bezeichnet.
Es gibt grundsätzlich zwei Formen, wie der Comes gestaltet werden kann:

## Reale Beantwortung

Beispiel: Fugenbeginn von J. S. Bach, BWV 846.
Der Comes imitiert den Dux eine Quinte höher intervallgetreu.

Der Comes imitiert das Thema des Dux intervallgetreu auf der fünften Stufe. In der Notation kann dadurch gegebenenfalls die Verwendung eines Vorzeichens nötig werden.

## Tonale Beantwortung

Beispiel: Fugenbeginn von J. S. Bach, BWV 895.
Der Comes in der Unterquart, jedoch die ersten drei Töne um einen Ganzton tiefer (rot markiert).

Wenn im Themenkopf der Ton der Quinte über dem Grundton an betonter Stelle erscheint und im Thema eine prominente Stellung einnimmt, wird er im Comes meist zu dem der Quarte abgewandelt (tonale Beantwortung), um so die Identität der Tonart zu gewährleisten.

Beispiel: Fugenbeginn von J. S. Bach, BWV 1098 über den Choral Wir glauben all' an einen Gott.
Hier ist sogar eine ganze Passage im Comes um einen Ganzton erniedrigt (rot markiert).

Es war allerdings auch durchaus üblich, mehr als nur den Ton der fünften Stufe zu ersetzen. Beispiele hierzu findet man bei Bach und noch zahlreicher in früherer Musik, etwa bei Buxtehude.

Beispiel: Fugenbeginn von Dietrich Buxtehude, BuxWV 147.
Passagen des Comes sind um einen Ganzton erniedrigt (rot markiert).